# David Jarolím
David Jarolím (Čáslav, 17 mei 1979) is een voormalig betaald voetballer uit Tsjechië die bij voorkeur op het middenveld speelde. Hij verruilde in augustus 2003 1. FC Nürnberg voor Hamburger SV en verlengde daar in april 2009 zijn contract tot aan de zomer van 2012. Jarolím debuteerde in oktober 2005 in het Tsjechisch voetbalelftal, waarvoor hij 29 officiële interlands speelde. Zijn broer Lukáš Jarolím is eveneens profvoetballer. Hun vader Karel Jarolím is als trainer actief in het betaald voetbal.

## Carrière
Jarolím werd eind jaren 80 opgenomen in de jeugdopleiding van het Franse FC Rouen, waar zijn vader destijds voor speelde. Na een tijd verkaste hij naar die van Slavia Praag in zijn geboorteland. Daarvoor debuteerde hij in het seizoen 1995/96 in het betaald voetbal en werd direct in zijn eerste jaar landskampioen met de club. Na twee seizoenen in Praag haalde FC Bayern München Jarolím naar Duitsland. Officieel won hij hiermee in drie seizoenen nog twee landskampioenschappen, maar zijn eigen bijdrage hieraan bestond uit één competitieduel.
Jarolím verhuisde in 2000 naar 1. FC Nürnberg, waarmee hij in de 2. Bundesliga begon maar direct promoveerde naar de Bundesliga. Hier groeide hij wel uit tot basisspeler. Hij speelde zich er ook in de kijker bij HSV, dat hem in augustus 2003 naar Hamburg haalde en hem van begin af aan als basisspeler beschouwde. Trainer Thomas Doll maakte hem in seizoen 2006/07 voor de eerste keer aanvoerder. Het jaar erop moest Jarolím van de nieuwe oefenmeester Huub Stevens die rol overdragen aan keeper Frank Rost, maar na de aanstelling van Martin Jol werd hij in 2008 opnieuw aanvoerder.

## Nationaal team
Jarolím debuteerde op 8 oktober 2005 tegen Nederland in het Tsjechische nationale team. Hij maakte daarvan deel uit op onder meer het WK 2006, zonder daarop zelf in actie te komen. Hij speelde wel op het EK 2008.

## Clubstatistieken
| Seizoen  | Club                  | Competitie              | Duels | Goals |
| -------- | --------------------- | ----------------------- | ----- | ----- |
| 1995-'96 | Slavia Praag          | 1. česká fotbalová liga | 11    | 1     |
| 1996-'97 | Slavia Praag          | 1. česká fotbalová liga | 1     | 0     |
| 1997-'98 | FC Bayern München     | Bundesliga              | 0     | 0     |
| 1998-'99 | FC Bayern München     | Bundesliga              | 1     | 0     |
| 1999-'00 | FC Bayern München     | Bundesliga              | 0     | 0     |
| 2000-'01 | 1. FC Nürnberg        | 2. Bundesliga           | 9     | 1     |
| 2001-'02 | 1. FC Nürnberg        | Bundesliga              | 28    | 0     |
| 2002-'03 | 1. FC Nürnberg        | Bundesliga              | 32    | 3     |
| 2003-'04 | Hamburger SV          | Bundesliga              | 26    | 1     |
| 2004-'05 | Hamburger SV          | Bundesliga              | 32    | 4     |
| 2005-'06 | Hamburger SV          | Bundesliga              | 31    | 2     |
| 2006-'07 | Hamburger SV          | Bundesliga              | 30    | 2     |
| 2007-'08 | Hamburger SV          | Bundesliga              | 28    | 2     |
| 2008-'09 | Hamburger SV          | Bundesliga              | 31    | 2     |
| 2009-'10 | Hamburger SV          | Bundesliga              | 33    | 1     |
| 2010-'11 | Hamburger SV          | Bundesliga              | 24    | 0     |
| 2011-'12 | Hamburger SV          | Bundesliga              | 23    | 0     |
| 2012-'13 | Évian Thonon Gaillard | Ligue 1                 | 5     | 0     |
| 2012-'13 | FK Mladá Boleslav     | 1. česká fotbalová liga | 11    | 0     |
| 2013-'14 | FK Mladá Boleslav     | 1. česká fotbalová liga | 28    | 1     |
| Totaal   | Totaal                | Totaal                  | 450   | 32    |

## Erelijst
Bayern München
- Bundesliga

1998/99
 1. FC Nürnberg
- 2. Bundesliga

2001